# Licinia Eudoxia
Licinia Eudoxia , född 422, död omkring 493, var en romersk kejsarinna, gift med kejsar Valentinianus III och kejsar Petronius Maximus. Hon var därefter fånge hos Geiserik under sju år i Kartago. År 462 betalade den östromerska kejsaren Leo I en stor lösensumma för Eudoxia och hennes dotter Placidia. Fram till sin död tros hon ha bott i Konstatinopel.